# Universidad Nacional de Tres de Febrero
La Universidad Nacional de Tres de Febrero (UNTREF) es una universidad pública argentina fundada en 1995 por la Ley Nacional 24.495 con sedes en las localidades bonaerenses de Caseros, Sáenz Peña y Ciudad Jardín Lomas del Palomar, en el Partido de Tres de Febrero y en la Ciudad Autónoma de Buenos Aires.
En 2022 cuenta con 11573 estudiantes en modalidad presencial y 11047 estudiantes en modalidades virtual. Se trata de una universidad que promueve el pensamiento innovador y creativo, que investiga y publica sus ideas, con una oferta académica cualitativamente diferenciada; desde lo local, busca la comprensión de los fenómenos globales, y desde lo global, busca fortalecer su identidad regional.
Es una institución que trabaja por, con y para la sociedad, y lo refleja con el lema: «Pública y Dinámica».

## Composición
La Universidad cuenta con una gran oferta académica que comprende carreras de grado y licenciaturas, para quienes empiezan de cero; licenciaturas en complementación, para aquellos estudiantes que buscan complementar o reorientar su formación de grado; y carreras de ingeniería en distintas ramas. La manera de brindar excelencia académica, a la medida de cada uno.

### Licenciaturas
- Administración de Empresas
- Administración y Gestión de Políticas Sociales
- Administración Pública
- Relaciones Comerciales Internacionales
- Logística
- Gestión del Arte y la Cultura
- Estadística y Ciencias de Datos
- Higiene y Seguridad del Trabajo
- Protección Civil y Emergencias
- Enfermería
- Nutrición
- Psicomotricidad
- Producción Audiovisual
- Historia

### Profesorado
- Artes Electrónicas
- Música Autóctona, Clásica y Popular de América
- Música
- Carrera en Artes del Circo
- Geografía
- Sistemas de Información Geográfica

### Licenciaturas de complementación
- Historia
- Geografía
- Ciencias de la Educación
- Gestión Educativa
- Educación Secundaria
- Gestión del Deporte
- Resolución de Conflictos y Mediación
- Enfermería
- Instrumentación Quirúrgica
- Gestión Inmobiliaria

### Ingenierías
- Computación
- Sonido
- Ambiental

## Posgrado
Tanto en sus expresiones académicas como profesionales, los posgrados de la UNTREF (cursos, especializaciones, maestrías, doctorados y posdoctorados) se enmarcan en la formación avanzada y permanente que caracteriza a la sociedad del conocimiento.

### Políticas y Administración de la Educación
- Doctorado en Política y Gestión de la Educación Superior
- Doctorado en Educación
- Maestría en Gestión y Evaluación de la Educación
- Maestría en Políticas y Administración de la Educación
- Carreras de Especialización: Gestión y Evaluación de Instituciones Educativas

### Planeamiento y Gestión de la Educación / Orientación Vocacional y Educativa / Gestión y Docencia para la Educación Superior
- Diplomatura Superior en Análisis Institucional y Organizaciones Educativas
- Especialización en Docencia Universitaria
- Programa en Estudios Internacionales
- Maestría en Relaciones Comerciales Internacionales
- Maestría en Integración latinoamericana
- Curso de Posgrado en Integración latinoamericana y Dilemas de Inserción Internacional de la Región
- Maestría en Derecho del Trabajo y Relaciones Laborales Internacionales
- Especialización en Economía y Negocios con Asia del Pacífico e India
- Maestría en Políticas y Gestión de las Migraciones Internacionales

### Metodología Científica y Epistemología
- Maestría en Metodología de la Investigación Social
- Doctorado y Maestría en Epistemología e Historia de la Ciencia
- Maestría en Generación y Análisis de Información Estadística
- Ciencias Sociales

- Doctorado en Derecho del Trabajo
- Doctorado y Maestría en Historia
- Maestría en Enseñanza de la Historia
- Maestría en Análisis Político
- Maestría en Periodismo Documental
- Maestría y Especialización en Políticas Sociales Urbanas
- Maestría en Derechos Humanos, Estado y Sociedad
- Especialización y Diplomatura en Derechos Humanos
- Maestría en Ciencias del Lenguaje
- Maestría y Especialización en Gestión de Lenguas
- Especialización en Gestión Pública
- Maestría en Sociología Política Internacional
- Maestría en Estudios y Políticas de Género
- Maestría en Teoría Social e Investigación Empírica

### Diversidad Cultural
- Maestría en Diversidad Cultural
- Carreras de Especialización: Estudios Afroamericanos / Estudios Árabes, Americano-Árabes e Islámicos / Estudios Judaicos y Judeoamericanos / Estudios Indoamericanos

### Salud y Seguridad Social
- Especialización en Intervención y Gestión Gerontológica
- Posgrado en Tratamiento de Adicciones (Tóxicas y no tóxicas)
- Diplomatura en Atención Primaria de la Salud (APS)
- Diplomatura en Ergonomía
- Diplomatura en Abordaje Terapéutico de Úlceras y Heridas
- Curso de Genética y Derechos Humanos

### Programa en Artes
- Doctorado en Teoría Comparada de las Artes
- Maestría en Creación Musical, Nuevas Tecnologías y Artes Tradicionales
- Maestría en Tecnología y Estética de las Artes Electrónicas
- Maestría y Especialización en Curaduría en Artes Visuales
- Maestría en Estudios Literarios Latinoamericanos
- Maestría en Escritura Creativa
- Especialización en Diseño Conceptual
- Especialización en Industrias Culturales en la Convergencia Digital
- Curso de Posgrado en Industrias Culturales
- Ciencias de la Gestión

- Especialización en Gestión de la Tecnología y la Innovación
- Especialización en Gestión para la Defensa
- Posgrado en Economía Social y Dirección de Entidades sin Fines de Lucro
- Maestría en Abogacía del Estado
- Especialización en Tributación Local
- Posgrado en Administración Tributaria Subnacional
- Diplomatura en Negociación y Métodos Adecuados de Resolución de Conflictos Laborales
- Curso de Posgrado en Negociación
- Curso de Posgrado en Gestión Cultural y Territorial
- Curso de Posgrado en Gestión del Patrimonio Cultural

### Logística y Alimentos
- Especialización en Gestión Logística, Calidad y Comercio Internacional con orientación en Alimentos
- Especialización en Políticas Agroalimentarias
- Posgrado en Gestión Logística con orientación en Alimentos
- Posgrado en Política y Gestión del Sector Agroalimentario
- Posgrado en Sistemas de Calidad y Comercio Internacional de los Alimentos

### Estudios Posdoctorales - PEP
Tiene como objetivo crear oportunidades para que investigadores que ya hayan obtenido su doctorado mejoren su preparación general y sus capacidades de investigación y desarrollen mayor autonomía tanto para realizar investigación como para publicar, mediante la ejecución de actividades de investigación orientadas por un/a coordinador/a o director/a.

## Institutos de investigación
La UNTREF cuenta con 45 Institutos de investigación aplicados a: artes, economía, ciencias, políticas sociales, estudios históricos, diversidad cultural, comunicación, estadística, estudios internacionales. Es el trabajo focalizado en distintas áreas de conocimiento, que la universidad ha decidido privilegiar, se canaliza a través de los institutos que desarrollan actividades de investigación, docencia y extensión. 
- IIAC Instituto de Investigaciones en Arte y Cultura Dr. Norberto Griffa
- MATERIA Centro de Investigación en Arte, Materia y Cultura
- IDECREA “Dra. Isabel Aretz”: Centro de Etnomusicología y Creación en Artes Tradicionales y de Vanguardia
- PELCC Programa de Estudios Latinoamericanos Contemporáneos y Comparados
- CPC Programa de Políticas Culturales “Prof. Patricio Lóizaga”
- CONTINENTE Centro de Investigación y Desarrollo de Proyectos Vinculados a las Artes Audiovisuales
- CEIARTE Centro de Experimentación e Investigación en Artes Electrónicas

- ICS Instituto de Ciencias de la Salud
- IAGE Instituto de Administración, Gobierno y Economía
- CIDEM Centro de Innovación, Desarrollo de Empresas y Organizaciones
- CEES Centro de Estudios de la Economía Social

- ICyTec: Instituto de Ciencia y Tecnología
- CEER Centro de Estudios de Energía Renovables
- CAPPCyD Centro de Alianzas Público Privadas para la Competencia y el Desarrollo
- CIAC Centro de Instrucción Aeronáutica Civil

- CEIPSU Centro de Estudios e Investigación en Políticas Sociales Urbanas

- IDEIA Instituto de Artes y Ciencias de la Diversidad Cultural
- EDCU Estudios sobre Diversidad Cultural
- CEG Centro de Estudios sobre Genocidio
- NIFEDE Núcleo Interdisciplinario de Formación y Estudio para el Desarrollo de la Educación
- IISA Instituto de Investigación Social Aplicada
- CINEA Centro de Investigaciones en Estadística Aplicada
- IC Instituto del Conflicto
- CIDED Centro de Investigación y Docencia en Economía para el Desarrollo
- IIEI Instituto Interdisciplinario de Estudios Internacionales
- IEB Instituto de Estudios Brasileros
- IPMA Instituto de Políticas de Migraciones Internacionales y Asilo
- IDEIDES Instituto de Estudios Interdisciplinarios en Derecho Social y Relaciones del Trabajo
- IEH Instituto de Estudios Históricos
- P.A.C.I Instituto de Investigación de la Carrera de Relaciones Comerciales Internacionales - (Plataforma Aplicada al Comercio Internacional)
- CEM Centro de Estudios de Memoria e Historia del Tiempo Presente
- Programa de Estudios de Historia del Peronismo
- Programa de Estudios sobre Historia del Tiempo Presente
- Programa de Historia Cultural
- Programa AbRiGo
- Programa de Historia de las Culturas del Mediterráneo

- ITEM Instituto de Tecnologías para las Emergencias
- CELIV Centro de Estudios Latinoamericanos sobre Inseguridad y Violencia
- IMT Instituto del Mundo del Trabajo Julio Godio
- CIEA Centro Interdisciplinario de Estudios Avanzados
- CEAPI Centro de Estudios sobre Asia del Pacífico e India
- CIAP Centro de Investigación Argentino Peruano
- LaIE Laboratorio Audiovisual de Investigación y Experimentación
- CIEPOG Centro Interdisciplinario de Estudios y Políticas de Género
- LIS Laboratorio de Imágenes y Señales
- IPL Instituto de Pensamiento Latinoamericano
- RAA Red de Antropología Audiovisual Aplicada a Espacios Urbanos
- ILPEC Instituto Latinoamericano para el Consumidor

## Espacios

### Museo
El MUNTREF abrió sus puertas al público en el año 2002 con el objetivo de construir un espacio abierto para las artes y al servicio de la comunidad. Arte para Todos es el lema desde el que se despliega en cada muestra un vasto programa de actividades destinadas a diferentes públicos, con particular atención al programa educativo para escuelas.
El museo es un puente capaz de hacer circular socialmente las investigaciones sobre arte y artistas argentinos, latinoamericanos y también de aquellos referentes del movimiento moderno y contemporáneo internacional. Por esta razón, funciona además como espacio de encuentro, desarrollo y experimentación para distintas áreas de la universidad: Gestión del Arte y la Cultura, Artes Electrónicas, Ingeniería de Sonido, Historia y la Maestría en Curaduría en Artes Visuales, entre otras.

### Editorial universitaria
Es el ámbito pensado para que los nuevos académicos tengan un espacio plural para la difusión de sus obras e investigaciones.
La editorial universitaria constituye uno de los ejes principales del plan estratégico UNTREF, para estimular la investigación y publicar los resultados. Cada obra de la editorial es el fruto de los equipos de trabajo académico y la dirección de investigadores que habitualmente participan de los foros más importantes de su área disciplinar a nivel mundial.
Los títulos que se presentan indican las áreas prioritarias del trabajo articulado de docencia, investigación y extensión. Son el punto de partida y el indicador del avance en el proceso de producción de conocimiento propio. Arte, Cultura, Historia, Economía, Relaciones Internacionales, Ciencia, Educación representan los focos destacados del fondo editorial.
La EDUNTREF, la Editorial de la Universidad Nacional de Tres de Febrero, tiene el compromiso de apoyar a los autores consagrados y desarrollar un ámbito adecuado para que los nuevos académicos tengan un espacio de difusión.

### Sistema de bibliotecas
El sistema de bibliotecas de la UNTREF es un servicio gratuito y público que funciona como un espacio de consulta, capacitación y formación presencial y a distancia para la comunidad universitaria y la comunidad vecinal. Cuenta con cuatro sedes: Sede central ubicada en Valentín Gómez 4828/38 - Caseros; Sede posgrado ubicada en Maipú 71, planta baja, CABA; Sede Isabel Aretz ubicada en Suipacha 576 3º - CABA y Sede Rodolfo Kusch ubicada en Calle Lavalle (a una cuadra de Ruta 9) - Maimará, Jujuy. Los servicios que presta incluyen: consulta en sala, préstamo a domicilio, reserva de libros, consulta y legalización de programas, préstamo interbibliotecario y préstamo de notebooks in situ (este servicio sólo para miembros de la universidad).
El archivo incluye los fondos y colecciones:
- Fondo Rodolfo Arizaga
- Colección Norberto Griffa
- Colección Eduardo Bregman
- Colección Fermín Fèvre
- Colección Ferrary Etcheverry
- Colección Junta Nacional de Granos
- Colección Memoria Histórica UNTREF
- Colección Daniel Eduardo Nápoli
- Fondo Néstor Ortíz Oderigo
- Fondo Miguel Cangiano
- Fondo Rodolfo Kusch
- Fondo Isabel Aretz
- Subfondo Luis Felipe Ramón y Rivera
- Fondo María Teresa Melfi

### Productora de contenidos
Es el equipo de profesionales, provenientes del diseño gráfico, la edición, la producción, postproducción y el guion de cine, TV y radio, al servicio de la comunicación audiovisual y digital de alta calidad generada desde la UNTREF, para la sociedad.
La Universidad Nacional de Tres de Febrero creó UNTREF Media, cuyos objetivos apuntan a la planificación, coordinación, diseño y producción de materiales de comunicación audiovisual y digital de alta calidad.
Las realizaciones se vinculan con la difusión de actividades institucionales, culturales, educativas y artísticas, así como también con programas de desarrollo, campañas de bien público, rescate de tradiciones locales, turismo, etc.
Para alcanzar estos logros, UNTREF Media cuenta con un equipo operativo de profesionales de reconocida trayectoria, provenientes de disciplinas como el diseño gráfico, la edición, la producción, postproducción y el guion de cine, TV y radio. A la vez, trabaja permanentemente los vínculos estratégicos con productoras privadas, organizaciones sociales y estatales, para lograr una sinergia que permita optimizar recursos y potenciar resultados.

### Discográfica
El sello discográfico de la Universidad Nacional de Tres de Febrero es un ámbito de promoción del talento, la integridad artística y los valores culturales.
Tiene el objetivo de conformar un catálogo en el que se incluyan artistas significativos de la Argentina y América, sin realizar distinción alguna de género o estilo, intentando representar la diversidad cultural de la región, conforme a parámetros de valor y contenido musical.

### Enseñanza universitaria en línea
Es la respuesta a la necesidad de formar profesionales para el nuevo contexto socioeconómico-laboral, con contenidos de excelencia y calidad, apoyados en las nuevas tecnologías de la comunicación e información. 
Impulsado por la Universidad Nacional de Tres de Febrero, este proyecto innovador se centra en el desarrollo de un espacio integral de formación y capacitación virtual por Internet, capaz de responder a las exigencias de una educación globalizada que cruza fronteras y campos de conocimiento. 
Cuenta con un cuerpo académico de alto nivel y perfil internacional, formado en la enseñanza virtual, para proporcionar las herramientas conceptuales y lograr una verdadera comprensión por parte del alumno.
La UNTREF desarrolló un espacio virtual de formación que combina elementos sincrónicos como el chat y la videoconferencia, con elementos asincrónicos como los foros, el correo y las actividades interactivas.

## UNTREF Vóley
UNTREF Vóley es un equipo de vóleibol de la ciudad de Caseros, Provincia de Buenos Aires. Desde 2012, participa en la Liga A1, organizada por la ACLAV, consiguiendo el ascenso a la máxima categoría del vóleibol argentino al ganar la Liga A2. El club realiza clínicas en los colegios de Tres de Febrero, cuyos alumnos participan de los equipos amateurs de la institución.